# Mausoleo Schilizzi

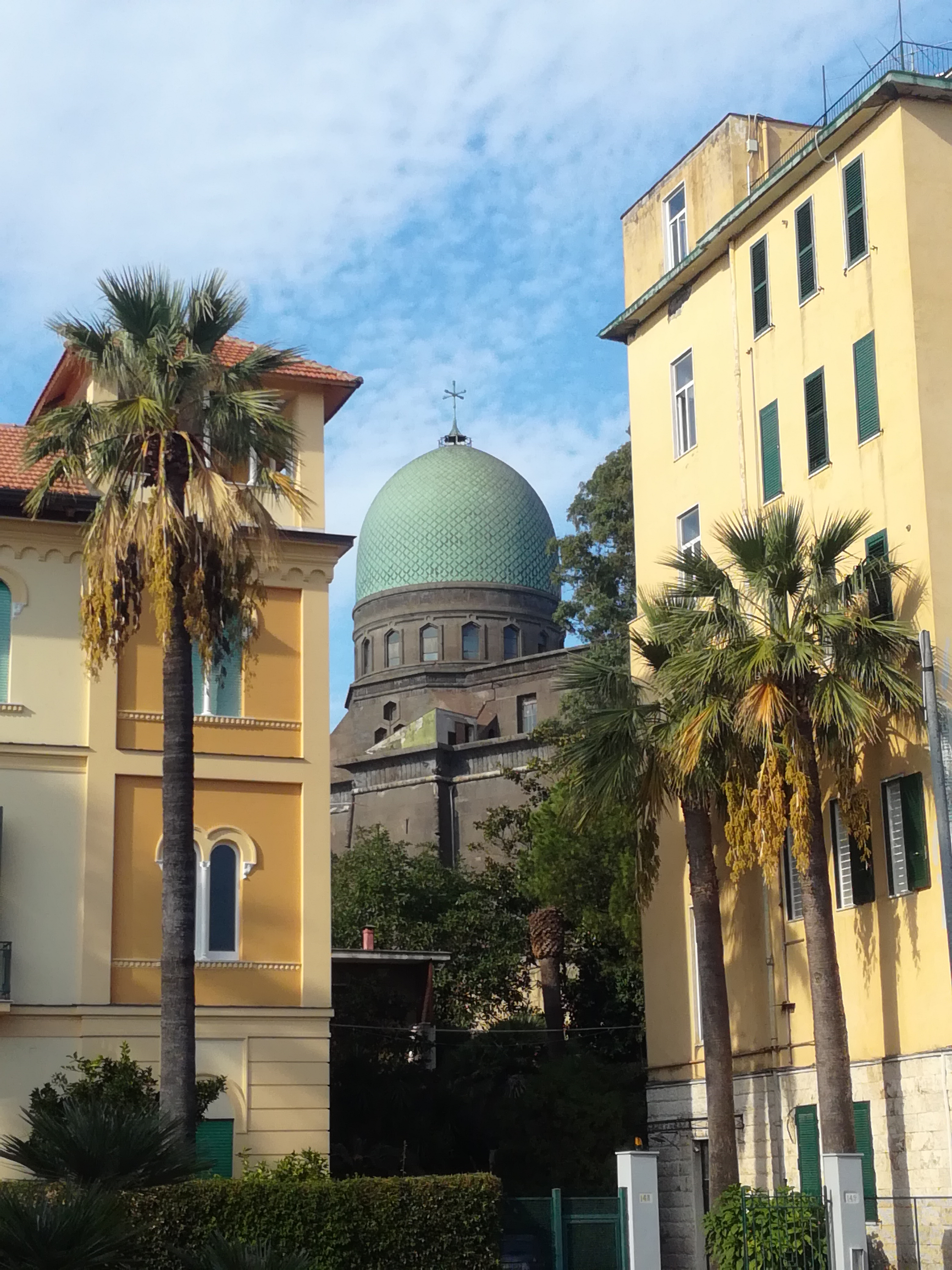
La cupola vista da piazza Salvatore Di Giacomo

Il mausoleo Schilizzi, noto anche come mausoleo di Posillipo o ara votiva per i caduti della patria, è un monumento funebre dedicato ai caduti della prima guerra mondiale di Napoli.

## Storia
Sorse nel quartiere Posillipo tra il 1881 ed il 1889 e rappresenta uno dei più interessanti esempi di architettura neoegizia italiana.
Progettato dall'architetto Alfonso Guerra, il mausoleo fu commissionato da Matteo Schilizzi, un banchiere livornese di origine ebrea sefardita e cipriota trasferitosi a Napoli, che intendeva ospitarvi le tombe dei suoi familiari. Nel 1921, fu acquistato dal comune di Napoli e adibito a reliquiario per le salme dei caduti della "Grande Guerra", ivi trasferite nel 1929 dal cimitero di Poggioreale. Attualmente il mausoleo ospita anche i resti dei caduti della seconda guerra mondiale, compresi quelli delle quattro giornate di Napoli.
Alfonso Guerra, nel realizzare l'opera, fuse elementi caratteristici di stili differenti, ispirandosi ai più svariati repertori, come è testimoniato anche dalla pianta della chiesa a tre navate. Nel Novecento furono eseguiti lavori di adattamento, condotti da Camillo Guerra, e posizionate le cariatidi, opera di Giambattista Amendola.
Dal 2010 il mausoleo ed il parco iniziarono ad essere sempre meno accessibili al pubblico, fino ad arrivare all'inagibilità nel 2018. 
La struttura necessita infatti di importanti lavori strutturali, quantificati in una cifra che oscilla tra i 6 e gli 8 milioni di euro. Esiste un progetto di restauro dell'ingegner Marco Dezzi Bardeschi, datato 2006, già approvato dal Comune di Napoli con una delibera di giunta del 2015 con esecuzione immediata, ma i lavori a distanza di anni non sono mai iniziati per mancanza di risorse economiche. 
Nel 2018 il consigliere della Municipalità 1 Francesco Carignani lanciò una petizione online per chiederne il restauro e la riapertura.
Nel 2024 viene lanciata la campagna crowdfunding per il documentario Schilizzi e la grande meraviglia, prodotto e diretto da Francesco Carignani.

## Galleria d'immagini

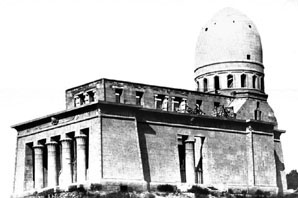
Durante i lavori nel 1889
Inaugurazione del mausoleo Schilizzi